# 潜山市
潜山市（せんざん-し）は、中華人民共和国安徽省安慶市に位置する県級市。天柱山が有名。

## 行政区画
- 鎮:梅城鎮、源潭鎮、余井鎮、王河鎮、黄鋪鎮、槎水鎮、水吼鎮、官荘鎮、黄泥鎮、黄柏鎮、天柱山鎮

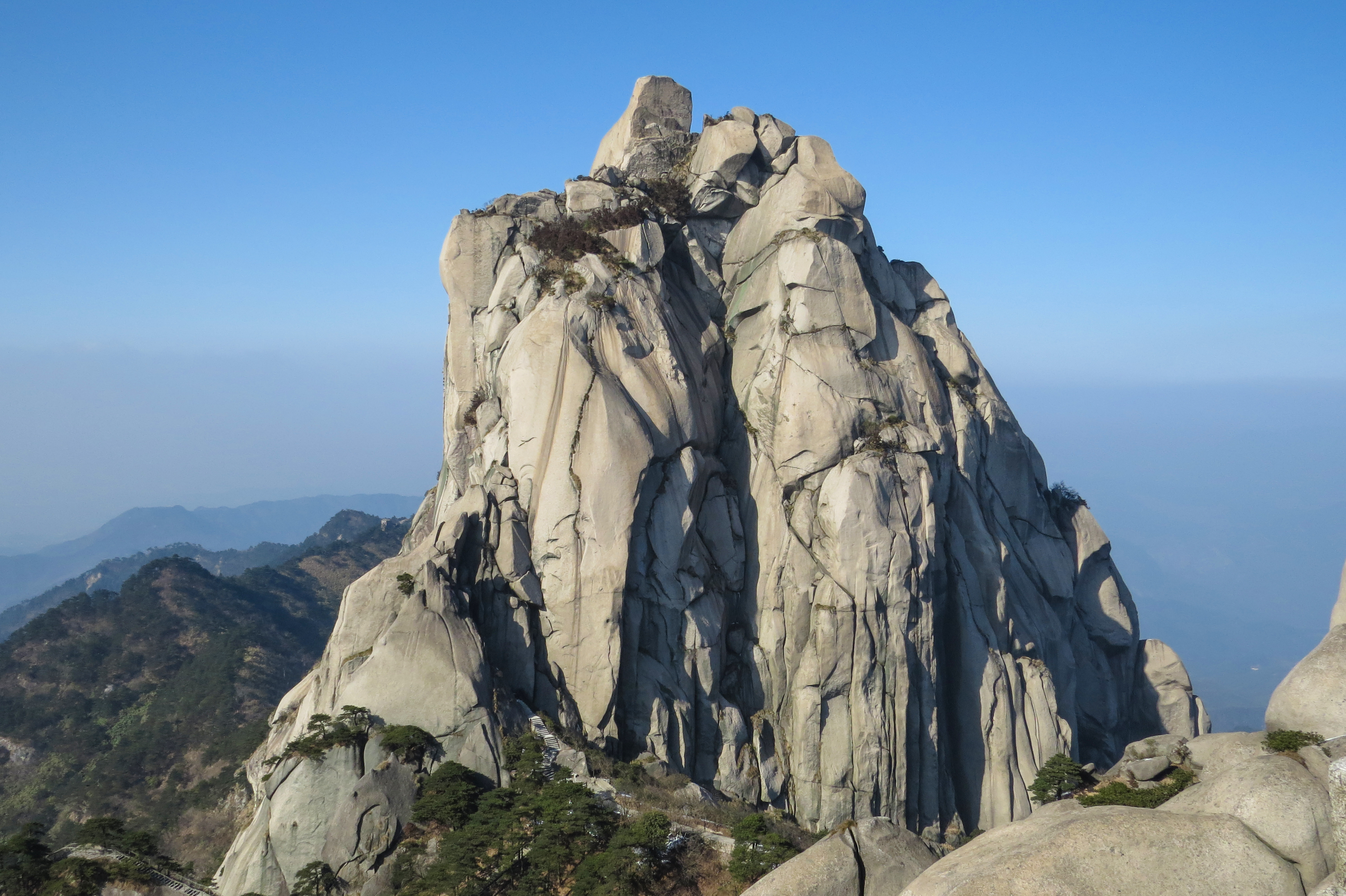
天柱山山頂

- 郷:塔畈郷、油壩郷、竜潭郷、痘姆郷、五廟郷